# Riccardo I Orsini
Riccardo Orsini (1165 – Cefalonia, 1197) è stato un nobile italiano, capostipite degli Apostolico Orsini; i suoi discendenti furono chiamati Apostolico Orsini o Orsini d'Epiro per distinguerli dai cugini romani.

## Biografia
Dal 1194 fu conte di Cefalonia e Zante, grazie alla dote portata dalla moglie, la figlia dell'ammiraglio Margarito da Brindisi, comandante della flotta normanna del Regno di Sicilia sotto i regni di Guglielmo II di Sicilia (1166-1189) e di Tancredi di Sicilia (1189-1194).
Conte palatino, fu inoltre fatto vassallo della Badia inferiore di Materdomini di Nocera nel 1194 dall'imperatore Enrico VI di Svevia.